# I. Gordianus római császár
Imperator Caesar Marcus Antonius Gordianus Sempronianus Romanus Africanus Senior Augustus, általánosan elterjedt néven I. Gordianus császár, született Marcus Antonius Gordianus (Phrügia, 159 körül – Karthágó, 238. április 12.) ellencsászár a Római Birodalomban 238 március–április hónapokban fia, II. Gordianus társcsászára Maximinus Thrax uralkodásának idején.

## Előélete
Eredeti teljes neve: Marcus Antonius Gordianus Sempronianus Romanus. Születésének idejét 159 évre teszik, de ez, mint ahogy nevének eredete is bizonytalan. A legvalószínűbb, hogy nevét a kis-ázsiai Gordium (Gordion) városáról, születési helyéről kapta, a kutatók szerint a Romanus nevet csak később vette fel.
Vagyonos földbirtokos volt. Feljegyezték irodalmi érdeklődését és családi kapcsolatát az athéni Héródész Attikosz neves szofista filozófussal.

## Pályafutása
Szenátori hivatalokat töltött be és viszonylag idősen választották meg konzulnak. Először Alsó-Britannia provincia helytartója volt, majd már közel a 80. életévéhez a császár Maximinus Thrax 237-ben Africa provincia helytartójának nevezte ki.

## Lázadás a provinciában
A 'Maximinus császár Africa provinciában külön megbízottat rendelt ki a birodalmi adók behajtására, mert a hadsereg fenntartásának költségei nőttek. A megbízott procurator célja az adók behajtásán túlmenően a gazdag földbirtokosok javainak elkobzása volt. A fiatal földbirtokosok egy csoportja önvédelemből összeesküvést szervezett a procurátor ellen, mozgósították bérlőiket és a császári megbízottat meggyilkolták. Mivel a lázadás megtorlásától tartottak igyekeztek mozgalmukat az egész provinciára kiterjeszteni és egy ellencsászárt akartak szembeállítani Maximinus Thrax uralmával. Erre célra Gordianust kívánták megnyerni.

## A trónra lépés
Kezdetben Gordianus vonakodott ugyan, de 238. március 19-én elfogadta az Augustus címet. Szertartásos keretek között katonái és az ifjú nemesek kíséretében bevonult a provincia fővárosába Karthágóba. A városban Godianus nevű fiát társcsászárrá nevezte ki és mindketten felvették az Africanus nevet. Rövid időre Karthágó külsőségekben Rómához vált hasonlóvá. 

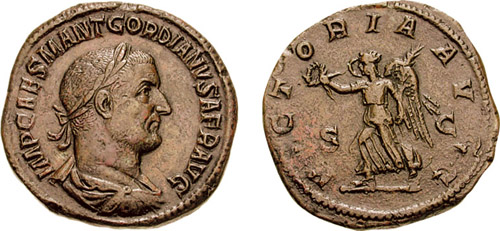
I.Gordianus sestertiusa

A városba érkezésükkor a szárnysegéd vezetésével küldöttséget utaztattak a szenátushoz a programjuk ismertetésére Rómába, akik egyes szenátoroknak magánlevelet is továbbítottak amiben kérték támogatásukat. A küldöttség legfontosabb feladata a Maximinus rendíthetetlen hívének ismert Vitalianus praefectus praetorio eltávolítás volt, akihez hamis üzenettel bejutottak és megölték.

## Uralkodása
A trónra lépést követően nyilvánosságra hozott programjukban a száműzöttek visszatérését, a besúgók megbüntetését ígérték és a légióknak külön jutalmat helyeztek kilátásba. Április 2-án a szenátus megerősítette a társcsászárok címeit, Maximinust közellenségnek nyilvánították s a városban tartózkodó ismert híveit meggyilkoltatták. A szenátus korábban konzuli címet viselt tagjaik sorából egy húsz főből álló bizottságot hozott létre, akik azt a feladatot kapták, hogy védjék meg Itáliát Maximinus várható támadásával szemben. A szenátus megbízottakat küldött ki a provinciákba azzal, hogy elismertessék a Gordianusok császárságát, amit azok Pannonia, Dacia és Hispánia kivételével meg is tettek.

## A császár bukása
A társcsászárok nem mozdultak ki a provinciából, mert a szomszédos provincia Numidia helytartójával egy pereskedés miatt rossz viszonyban voltak. Numidia helytartója nem volt hajlandó elismerni uralkodásukat és a rendelkezésére álló légiókkal megtámadta Gordianusok csapatait. Az ifjabb Gordianus a csatában elesett, apja még a csatát megelőzően öngyilkos lett. A Gordaniusok uralma nem terjedt ki az egész birodalomra és mindössze 22 napig tartott. 